# Ray Donovan
Ray Donovan là một sê-ri truyền hình Mỹ thuộc thể loại hình sự tội phạm và tâm lý gia đình của đài Showtime, do Ann Biderman sáng lập. Mười hai tập trong mùa đầu tiên bắt đầu lên sóng vào ngày 30 tháng 6 năm 2013. Tập mở đầu đã phá vỡ kỷ lục lượng người xem, trở thành tập phim ra mắt thành công nhất mọi thời đại trên Showtime. Showtime đã mở rộng loạt phim đến mùa thứ tư ra mắt ngày 26 tháng 6 năm 2016. Ngày 11 tháng 8 năm 2016, Showtime công bố sẽ phát sóng mùa phim thứ năm.

## Nội dung
Loạt phim lấy bối cảnh tại Los Angeles, California, nơi nhân vật chính là một người Mỹ gốc Anh có tên Ray Donovan (Liev Schreiber) ban đầu đến từ Nam Boston, hiện làm việc cho một công ty luật đầy quyền lực Goldman & Drexler, đại diện cho những người nổi tiếng và giàu có. Donovan là một "Fixer", tức là người chuyên sắp xếp những hối lộ, thưởng phạt, đe dọa... để đảm bảo kết quả mà khách hàng mong muốn. Ngoài việc hoàn thành tốt công việc với chiếc xe không có capô thông thường, Ray còn đảm nhiệm tốt vai trò một người đàn ông giản dị trong gia đình. Tuy nhiên anh cũng có những vấn đề riêng với người cha hay hăm dọa của mình là Mickey Donovan (Jon Voight), người thường được phóng thích bất ngờ từ nhà tù, đồng thời FBI còn cố gắng tìm cách để hạ bệ anh và các cộng sự.

## Tập phim
| Mùa | Mùa | Số tập | Số tập | Phát sóng gốc       | Phát sóng gốc       |
| Mùa | Mùa | Số tập | Số tập | Phát sóng lần đầu   | Phát sóng lần cuối  |
| --- | --- | ------ | ------ | ------------------- | ------------------- |
|     | 1   | 12     | 12     | 30 tháng 6 năm 2013 | 22 tháng 9 năm 2013 |
|     | 2   | 12     | 12     | 13 tháng 7 năm 2014 | 28 tháng 9 năm 2014 |
|     | 3   | 12     | 12     | 12 tháng 7 năm 2015 | 27 tháng 9 năm 2015 |
|     | 4   | 12     | 12     | 26 tháng 6 năm 2016 | 18 tháng 9 năm 2016 |

## Diễn viên

### Diễn viên chính
- Liev Schreiber vai Raymond "Ray" Donovan.
- Paula Malcomson vai Abby Donovan, vợ Ray.
- Eddie Marsan vai Terrence "Terry" Donovan, anh trai của Ray. Anh là một cựu võ sĩ quyền Anh và đang mắc bênhhj Parkinson.
- Dash Mihok vai Brendan "Bunchy" Donovan, em trai của Ray, người tự nhận mình là một kẻ nghiện rượu và ngại tình dục.
- Pooch Hall vai Daryll Donovan, người em cùng cha khác mẹ của Ray (con của Mickey và Claudette). Một võ sĩ quyền anh chuyên nghiệp do Terry huấn luyện và là người lái xe limo.
- Steven Bauer vai Avi Rudin, trợ thủ đắc lực của Ray. Cựu lính IDF và cựu đặc vụ Mossad.
- Katherine Moennig vai Lena Barnum, trợ lý điều tra của Ray.
- Kerris Dorsey vai Bridget Donovan, con gái Ray.
- Devon Bagby vai Conor Donovan, con trai Ray.
- Jon Voight vai Mickey Donovan, cha Ray.

### Diễn viên khách mời
- Elliott Gould vai Ezra Goldman, cố vấn và ông chủ của Ray (mùa 1-3)
- Peter Jacobson vai Lee Drexler, đối tác kinh doanh của Ezra
- Denise Crosby vai Deb Goldman
- William Stanford Davis vai Potato Pie
- Ambyr Childers vai Ashley Rucker
- Josh Pais vai Stu Feldman
- Sheryl Lee Ralph vai Claudette
- Austin Nichols vai Tommy Wheeler
- Brooke Smith vai Frances Simpson
- Michael McGrady vai Frank Barnes
- Craig Ricci Shaynak vai Kenneth "Tiny" Benson, cháu trai của Sully (mùa 1–2)
- Octavius J. Johnson vai Marvin Gaye Washington (seasons 1–2)
- Frank Whaley vai Van Miller (mùa 1)
- Johnathon Schaech vai Sean Walker (mùa 1)
- James Woods vai Patrick "Sully" Sullivan (mùa 1)
- Rosanna Arquette vai Linda (mùa 1)
- Hank Azaria vai Ed Cochran (mùa 2-4)
- Sherilyn Fenn vai Donna Cochran (mùa 2)
- Ann-Margret vai June Wilson (mùa 2)
- Kip Pardue vai Đặc vụ FBI Thomas Volcheck (mùa 2)
- Wendell Pierce vai Ronald Keith (mùa 2-3)
- Crispin Alapag as Pablo Ramirez (season 2)
- Vinessa Shaw as Kate McPherson (season 2)
- Jeryl Prescott as Cherry (season 2)
- Omar Dorsey as Cookie Brown (season 2)
- Jamie Donnelly as Peggy Shaugnessy (season 2)
- Eion Bailey as Steve Knight (season 2)
- Brian Geraghty as Detective Jim Halloran (season 2)
- Steph DuVall as Shorty (season 2)
- Ian McShane vai Andrew Finney (mùa 3)[7]
- Katie Holmes vai Paige Finney (mùa 3)[8]
- Guy Burnet vai Casey Finney (mùa 3)
- Jason Butler Harner vai Varick Strauss (mùa 3)
- Leland Orser vai Cha Romero (mùa 3–4)
- Christy Williams vai Michelle (mùa 3)
- Aaron Staton vai Greg Donellen (mùa 3-4)
- Alyssa Diaz vai Teresa (mùa 3–4)
- Fairuza Balk vai Ginger (mùa 3)
- Richard Brake vai Vlad (mùa 4)
- Lisa Bonet vai Marisol (mùa 4)
- Ted Levine vai Little Bill Primm (mùa 4)[9]
- Gabriel Mann vai Jacob Waller (mùa 4)[10]
- Paula Jai Parker vai Sylvie Starr (mùa 4)

## Đón nhận
Ray Donovan đã nhận được nhiều đánh giá tích cực từ giới phê bình. Mùa phim đầu tiên nhận tỉ lệ đánh giá là 76% trên Rotten Tomatoes, với đa số ý kiến đồng thuận rằng, "Ray Donovan có sự chuyển biến nhanh giữa thể loại và âm thanh, với các vai diễn của Liev Schreiber và Jon Voight khiến hành động quất roi trở nên có giá trị. Trên Metacritic, loạt phim nhận số điểm 75/100 dựa trên 36 nhà phê bình, phần lớn đều chỉ ra "những đánh giá chung tích cực". Tim Goodman viết cho The Hollywood Reporter nói, "Showtime có một viên ngọc quý khác trong tay họ, và diễn xuất của Liev Schreiber và Jon Voight rất "ăn ý".

## Giải thưởng và đề cử
| Năm  | Giải thưởng                      | Hạng mục                                                                | Đề cử                                              | Kết quả   | Chú thích |
| ---- | -------------------------------- | ----------------------------------------------------------------------- | -------------------------------------------------- | --------- | --------- |
| 2013 | Critics' Choice Television Award | Sê-ri mới xuất sắc nhất                                                 | Ray Donovan                                        | Đoạt giải | [ 14 ]    |
| 2014 | Giải Satellite                   | Nam diễn viên phụ Sê-ri, Miniseries hoặc phim truyền hình xuất sắc nhất | Jon Voight                                         | Đề cử     | [ 15 ]    |
| 2014 | Critics' Choice Television Award | Nam diễn viên phụ sê-ri chính kịch xuất sắc nhất                        | Jon Voight                                         | Đề cử     | [ 16 ]    |
| 2014 | Giải Quả cầu vàng                | Nam diễn viên viên chính sê-ri truyền hình - chính kịch xuất sắc nhất   | Liev Schreiber                                     | Đề cử     | [ 17 ]    |
| 2014 | Giải Quả cầu vàng                | Nam diễn viên viên phụ sê-ri truyền hình - chính kịch xuất sắc nhất     | Jon Voight                                         | Đoạt giải | [ 17 ]    |
| 2014 | Giải Primetime Emmy              | Nam diễn viên viên phụ sê-ri chính kịch xuất sắc nhất                   | Jon Voight                                         | Đề cử     | [ 18 ]    |
| 2014 | Writers Guild of America Award   | Sê-ri mới xuất sắc nhất                                                 | Ray Donovan                                        | Đề cử     | [ 19 ]    |
| 2015 | Giải Quả cầu vàng                | Nam diễn viên viên chính sê-ri truyền hình - chính kịch xuất sắc nhất   | Liev Schreiber                                     | Đề cử     | [ 17 ]    |
| 2015 | Giải Quả cầu vàng                | [Nam diễn viên viên phụ sê-ri truyền hình - chính kịch xuất sắc nhất    | Jon Voight                                         | Đề cử     | [ 17 ]    |
| 2015 | Giải Primetime Emmy              | Nam diễn viên viên chính sê-ri chính kịch xuất sắc nhất                 | Liev Schreiber                                     | Đề cử     | [ 18 ]    |
| 2016 | Giải Satellite                   | Nam diễn viên viên chính sê-ri truyền hình - chính kịch xuất sắc nhất   | Liev Schreiber                                     | Đề cử     | [ 20 ]    |
| 2016 | Giải Satellite                   | Sê-ri truyền hình - chính kịch xuất sắc nhất                            | Ray Donovan                                        | Đề cử     | [ 20 ]    |
| 2016 | Giải Quả cầu vàng                | Nam diễn viên viên chính sê-ri truyền hình - chính kịch xuất sắc nhất   | Liev Schreiber                                     | Đề cử     | [ 17 ]    |
| 2016 | Giải Primetime Emmy              | Nam diễn viên viên chính sê-ri chính kịch xuất sắc nhất                 | Liev Schreiber                                     | Đề cử     | [ 18 ]    |
| 2016 | Giải Primetime Emmy              | Nam diễn viên viên phụ sê-ri chính kịch xuất sắc nhất                   | Jon Voight                                         | Đề cử     | [ 18 ]    |
| 2016 | Giải Primetime Emmy              | Chỉ đạo Sê-ri chính kịch xuất sắc nhất                                  | David Hollander                                    | Đề cử     | [ 18 ]    |
| 2016 | Giải Primetime Emmy              | Hòa âm sê-ri hài hoặc chính kịch xuất sắc nhất                          | Harrison Marsh, Robert Edmondson, R. Russell Smith | Đề cử     | [ 18 ]    |
| 2016 | Giải Primetime Emmy              | Nam diễn viên viên khách mới sê-ri chính kịch xuất sắc nhất             | Hank Azaria                                        | Đoạt giải | [ 18 ]    |